# 金·艾佛森
金·艾佛森（英語：Kim Iversen，1980年—）是美國電台主持人、記者、YouTuber。

## 生平
就讀加州大學戴維斯分校。畢業後從事電台主持人工作。2008年開始主持《Your Time With Kim Iverson》。
2019年，開始在YouTube上主持《金·艾佛森秀》。
2021年，成為《國會山報》網路節目《Rising》的共同主持人。2022年7月，她退出該節目，並表示之所以退出是因為她被節目製作人阻止參與對安東尼·佛奇的採訪。
艾佛森抨擊新冠疫苗強制令，並對新冠疫苗本身持懷疑態度。

## 獲獎
- 2019年，Serena Shim獎[5]。

## 外部連結
- 官方网站 （英文）
- 金·艾佛森的X（前Twitter） （英文）
- 金·艾佛森在互联网电影资料库（IMDb）上的資料（英文）